# Loch Achray
Le loch Achray est un petit loch de deux kilomètres cent de long, situé à l'ouest de Callander, dans le comté de Stirling, en Écosse.
Sa profondeur maximale est de 36 mètres.

## Présentation
Il s'étend entre le loch Katrine et le loch Venachar, au cœur de la région des Trossachs ; sa profondeur moyenne est de onze mètres. La rive sud du loch est recouverte d'une forêt aménagée de nombreux sentiers ; les pêcheurs y trouvent des truites brunes.
Le loch Achray est renommé pour son site abrité et ses eaux calmes reflétant les bois environnants ainsi que les pentes escarpées du Ben Venue.